# Maghnes Akliouche
Maghnes Akliouche (Tremblay-en-France, Francia, 25 de febrero de 2002) es un futbolista francés de origen argelino y uruguayo que juega como centrocampista en el A. S. Mónaco F. C. de la Ligue 1.

## Trayectoria
Debutó como profesional con el A. S. Monaco F. C. el 16 de octubre de 2021, siendo suplente en la derrota por 2-0 en la Ligue 1 contra el Olympique de Lyon.

## Selección nacional
Nacido en Francia, es de ascendencia argelina y uruguaya.

## Estadísticas

### Clubes
Actualizado al último partido disputado el 5 de noviembre de 2024.
| Club                          | Div.          | Temporada     | Liga  | Liga  | Copas nacionales | Copas nacionales | Copas internacionales | Copas internacionales | Total | Total |
| Club                          | Div.          | Temporada     | Part. | Goles | Part.            | Goles            | Part.                 | Goles                 | Part. | Goles |
| ----------------------------- | ------------- | ------------- | ----- | ----- | ---------------- | ---------------- | --------------------- | --------------------- | ----- | ----- |
| A. S. Monaco F. C. II Francia | 4.ª           | 2020-21       | 6     | 0     | —                | —                | —                     | —                     | 6     | 0     |
| A. S. Monaco F. C. II Francia | 4.ª           | 2021-22       | 11    | 3     | —                | —                | —                     | —                     | 11    | 3     |
| A. S. Monaco F. C. II Francia | Total club    | Total club    | 17    | 3     | 0                | 0                | 0                     | 0                     | 17    | 3     |
| A. S. Monaco F. C. Francia    | 1.ª           | 2021-22       | 7     | 0     | 2                | 0                | 0                     | 0                     | 9     | 0     |
| A. S. Monaco F. C. Francia    | 1.ª           | 2022-23       | 11    | 0     | 0                | 0                | 1                     | 0                     | 12    | 0     |
| A. S. Monaco F. C. Francia    | 1.ª           | 2023-24       | 28    | 7     | 3                | 1                | —                     | —                     | 31    | 8     |
| A. S. Monaco F. C. Francia    | 1.ª           | 2024-25       | 9     | 0     | 0                | 0                | 4                     | 2                     | 13    | 2     |
| A. S. Monaco F. C. Francia    | Total club    | Total club    | 55    | 7     | 5                | 1                | 5                     | 2                     | 65    | 10    |
| Total carrera                 | Total carrera | Total carrera | 72    | 10    | 5                | 1                | 5                     | 2                     | 82    | 13    |

## Palmarés

### Torneos internacionales
| Título           | Equipo               | Sede  | Año  |
| ---------------- | -------------------- | ----- | ---- |
| Juegos Olímpicos | Selección de Francia | París | 2024 |